# Мартелло (коммуна)
Мартелло (итал. Martello) — коммуна в Италии, располагается в регионе Трентино — Альто-Адидже, в провинции Больцано. Находится на территории долины Валь-Мартелло.
Население составляет 871 человек (2008 г.), плотность населения составляет 6 чел./км². Занимает площадь 142 км². Почтовый индекс — 39020. Телефонный код — 0473.
Покровительницей коммуны почитается святая Вальбурга, празднование 25 февраля.

## Демография
Динамика населения:

## Администрация коммуны
- Официальный сайт: http://www.comune.martello.bz.it